# Simone Dirven-van Aalst
S.P.H.M. (Simone) Dirven-van Aalst (6 oktober 1957) is een Nederlands politicus van het CDA.
Ze heeft in de journalistiek gewerkt en was wethouder en locoburgemeester in Halderberge voor ze in april 2006 benoemd werd tot burgemeester van Dongen. Begin 2013 gaf ze aan in september van dat jaar te stoppen omdat ze wil gaan studeren.